# Chrysosimplocaria varia
Chrysosimplocaria varia là một loài bọ cánh cứng trong họ Byrrhidae. Loài này được Jager miêu tả khoa học năm 1997.